# 齋教

齋教，持齋宗，是日本對台灣民間信仰中龍華教、先天教、金幢教三教的統稱，將其視為一個宗教中的三個流派。此三教源於明代中葉的秘密宗教羅教，逐漸發展成各個不同派別。清代陸續傳入台灣，彼此教義大同小異，但有獨立的組織，互不統屬。臺灣日治時期因余清芳藉齋教眾勢力發動西來庵事件，後遭日本政府監管。二次大戰後，齋教已有顯著「空門化」的傾向，漸漸消融於佛教信仰之中。

## 起源

### 中國秘密宗教與羅教
明代成化、正德之際，有北直隸軍戶羅清開始宣揚羅教。羅氏是山東萊州即墨人，早年皈依佛教，透過多年自身修行參悟，結合佛教禪宗、淨土宗等教義開辦羅教思想，替普遍不識字的民眾開闢一種不必入寺修行、且能過俗世生活的修道方法，在民間中下階層大受歡迎，廣為流傳。羅教結社在明代發展甚迅，清代到達興盛，影響力更是遍布大江南北，由以閩浙、兩江地區為甚，然則卻沒有統一的結社組織，故各地教義與儀式方式皆有些許出入。又因為羅教的傳播，接連影響到其他民間宗教，教眾分別佛教、儒教、道教教義吸收有所差異，遂又各成派系，每個派系各自有其體系與經典。

### 齋教與佛教
日治時期，1919年（大正八年）台灣總督府推行「舊慣調查」，由於龍華派、金幢派與先天道教眾皆有持齋茹素的特徵，當局將三派統稱為「齋教」，後才有齋教之名傳開。當時總督府視齋教三派為佛教旁支。因而齋教亦有「在家佛教」別稱，但實際上齋教思想摻雜「儒釋道」，兼容民間信仰，不論教義或根源等，都和傳統正信佛教信仰截然有別。
一般齋教教徒在家修行，主持教儀，茹素，不剃髮出家，不穿僧衣，民眾習稱其神職人員男性為菜公、女性為菜姑，舉行法會儀式或聚會的建築物稱作「齋堂」，而不稱「寺」或「巖」，堂號多作橫書，而不若廟宇的聖旨牌以直式書寫，亦是其歧異之處。
1915年（大正四年），余清芳在臺南西來庵以齋教為號召，鳩眾兩千人武裝抗日，此即西來庵事件。台灣總督府繼而對台灣民間信仰展開全面普查，始知當時齋教發展遠較佛教蓬勃，繼而打壓齋教，齋教教眾被納入日本佛教宗派，如曹洞宗或臨濟宗，此一轉變對台灣宗教信仰發展影響極鉅。
二次大戰結束後，齋教又受到國民政府的打壓和中國佛教會的批判而逐漸式微，不乏轉為一般佛教寺廟。

## 三大教派
齋教主要分為龍華、金幢、先天三派，原本三派是獨立傳入台灣，彼此無顯著關係，可視為三支獨立的宗教，因此現代學者在做宗教分類時，也傾向分開探討。

### 龍華派（老官齋）
龍華派係羅教別名之一，同樣奉羅清為祖師。因持齋的教徒互相尊稱為「老官」，故一般稱為「老官齋」。

### 金幢派
金幢派始祖為明代王佐塘，王氏為直隸省永平府順聖縣人，早年曾入龍華派，法號普明，傳承自羅清門下，教徒尊稱為「太虛老祖」。金幢派在崇禎年間經董應亮發揚光大，後有再傳弟子蔡文舉。蔡氏原為魚商，棄商修行於福建莆田創辦「樹德堂」，門徒有十人各建齋堂，謂之「蔡公十大房頭」，世稱「蔡阿公派」。另有一支派由翁永峰開創，翁氏本為蔡文舉門下陳謙的弟子，由於對教中經典《慈悲懸華寶懺》詮釋不同，故另立「翁公派」。

### 先天道
清朝官方檔案中又記載為「青蓮教」、「金丹道」、「齋匪」等。先天道以瑤池金母為信仰核心，據教內典籍《祖派源流》記載，譜系上溯至達摩祖師為初祖，下至六祖惠能，七祖南嶽懷讓、馬祖道一，八祖羅蔚群，至黃德輝康熙年間創辦先天道，以九祖自居。

## 發展沿革

### 清朝時期
齋教隨漢人移民傳播來臺，然清廷視齋教為「邪教」，為避免檢舉及官方取締，清代台灣齋教傳布皆由教友私下宣教，形式低調不彰。

### 日治時期
初期（1895年至1914年）
日治初期，臺灣總督府對傳統宗教先採取寬鬆的態度，是故齋教組織、傳教方式仍延續清朝舊慣，維持隱密的性質。不過因應日本佛教積極傳入，台灣齋教人士對此有所反思，自行提出「宗教改革」，其中代表人物為先天道的黃玉階。黃氏在1908年－1910年（明治41年至43年）間擬定「本島人宗教會規則草案」，草案中彰顯聯合齋教及其他民間宗教的企圖，影響甚廣。1912年（大正元年），以台南為中心的齋派三教合組「愛國佛教會臺南齋心社宗教聯合會」，簡稱「齋心社」，並約定每年舉辦聚會，此為齋教三派首次為宗教聯合付諸的行動。
中期（1915年至1937年）
1915年（大正四年），余清芳、羅俊、江定等人以齋教信仰鳩眾，發動武力抗日，後遭日軍弭平，此即「西來庵事件」。西來庵事件不僅是臺灣總督府對待民間宗教態度的分界，也是台灣齋教信仰由盛轉衰的關鍵。
1920年（大正九年），台灣齋教組織為求自保，成立「臺灣佛教龍華會」，強調齋教三派皆根源於佛教，且願意納入日本佛教信仰體系，革除舊習，建立所謂「純粹宗風」。台灣佛教龍華會在嘉義建立「天龍堂」總部，迅速於各地成立二十二個支部，邀請日本僧侶擔任顧問，不少齋堂自請納入日本佛教曹洞宗、臨濟宗管理，自此之後，齋教逐漸轉向「空門化」，其中以龍華派最為顯著。
末期（1937年至1945年）
1937年，中日戰爭爆發後，日本帝國對台政策漸趨高壓。1936年（昭和十年）總督府推動「寺廟整理運動」，不少齋堂不是被整肅、便是被併入佛教，爾後的「皇民化運動」，更強迫台灣百姓放棄傳統信仰、改信神道教，參拜神社，齋教再度受到打擊。

### 中華民國時期
1945年二次大戰結束後，中國正信佛教僧侶（北方僧團）陸續來台佈道。1949年國民政府敗退，也帶來不少中國佛教僧團，台灣佛教界遂由中國佛教會接掌，不少沙門對齋教的信仰形式多所批判，認為神佛不分，斥《五部六冊》為偽經，乃附佛外道不足取。迫於時勢潮流，齋堂或自主轉型成佛堂，不少神職人員菜公、菜姑也選擇落髮出家。時至今日，齋教傳統漸失，並與佛教的界線漸趨模糊，「空門化」現象已十分普遍。齋堂除了轉型為佛寺，也有變成其他宗教，比如鸞堂、一貫道道場或是慈惠堂的情況。

## 教派列表
下列列表參考張崑振著《台灣的老齋堂》一書所製，故列表中教派之內容，皆是以台灣地區的習慣為準：

### 三大教派列表
| 派別         | 龍華派 | 金幢教 | 先天道 |
| ------------ | --- | --- | --- |
| 別名         | 羅教、老官齋、無為教 | 金童教、金堂教 | 先天教、青蓮教 |
| 始祖         | 羅清 | 王佐塘（太虛老爺） | 黃德輝（九祖） |
| 創建年代     | 明．正德年間 | 明．萬曆年間 | 清．康熙年間 |
| 支派         | 1. 壹是堂派 2. 漢陽堂派 3. 復信堂派                                                                                                 | 1. 蔡阿公派 2. 翁公派 | 1. 萬全堂派 2. 乾元堂派 3. 元亨堂派 |
| 開台始祖     | 1. 壹是堂（約乾隆年間） 2. 漢陽堂（約嘉慶年間） 3. 復信堂                                                                           | 1. 蔡公派（蔡阿公派）：乾隆年間遣派樹德堂弟子來台南佈道，建立慎德堂、慎齋堂等齋堂。 2. 翁公派：乾隆年間亦在台南建立西華堂。                                   | 李昌晉主彰化縣以北 黃昌成主嘉義縣以南 二人同為李道生門生，屬萬全堂派。 |
| 傳入台灣年代 | 乾隆年間 | 1. 蔡阿公派：康熙年間（有齋堂紀錄） 2. 翁公派：乾隆年間 | 咸豐年間 |
| 主要神祇     | 觀音佛祖、三官大帝、彌勒古佛 三公祖師（羅因、殷繼南、姚文宇）                                                                       | 無生老母、三官大帝、彌勒古佛、媽祖 開宗祖師（王佐塘、董應亮，翁公派又奉翁永峰）                                                                               | 觀音古佛、瑤池金母、佛教禪宗 |
| 代表經典     | 《羅祖五部六冊》、《龍華科儀》、《湯公堂規》                                                                                        | 《慈悲懸華寶懺》、《茶懺》 | 《禮本》、《愿懺》、《功過格》、 《玉皇心印經》、《破邪宗旨》、《八字覺源》 |
| 教派特色     | 1. 神職人員可嫁娶 2. 齋堂可攜眷居住 3. 不全禁葷食 4. 信眾互稱「老官」，法號帶「普」字，信眾數量最多 5. 西來庵事件之後，急遽偏向佛教 | 1. 神職人員可嫁娶 2. 齋堂可攜眷居住 3. 不全禁葷食 4. 隱密性較高（山區分布較多） 5. 教義較偏向道教                                                             | 1. 神職人員禁嫁娶 2. 齋堂僅住修行人士，不可攜眷 3. 茹素，全禁葷食 4. 教義較偏向儒教 |
| 教階         | 分為九級，由高至低依序： 空空、太空、清虛、四句、大引、小引、三乘、大乘、小乘                                                       | 分為三級，由高至低依序： 天恩、證恩、引恩 | 分為三級，由高至低依序： 首領師、護法、眾生 |
| 齋堂命名     | 齋堂名稱從母堂中，抽出一個字做為子堂命名依據。                                                                                      | 1. 蔡阿公派以「慎」、「修」、「德」做命名依據。 2. 翁公派以「華」或「山」為命名依據。                                                                         | 無特別規範 |
| 代表齋堂     | 1. 壹是堂派：台中慎齋堂 2. 漢陽堂派：台南化善堂 3. 復信堂派：彰化朝天堂                                                             | 1. 蔡阿公派：台南慎德齋堂（全台最早） 2. 翁公派：台南西華堂、竹崎昇平堂                                                                                       | 1. 萬全堂李昌晉一系：新竹福林堂 2. 萬全堂黃昌成一系：府城報恩堂 3. 乾元堂陳運榮：新竹太和堂 4. 長壽山元亨堂高願興：三峽元亨堂 注：三峽元亨堂高願興住持入定坐化圓寂現為肉身菩薩仍坐在棺中至今仍保存在三峽長壽山元亨堂內。 |
| 齋堂特色     | 1. 神明廳稱「內家鄉」。 2. 神明廳擺置三張空椅，象徵「三公祖師」的座位。                                                             | 1. 堂外：「三官廳」，供奉：三官大帝。 2. 堂內，內堂亦稱「內家鄉」，供奉：無生老母。 3. 空間具有地下宗教的隱密性質，內廳不為外人所知，僅有舉辦儀式時才會開放。 | 1. 神明廳稱「內家鄉」。頂棹供有「老母燈」，為「無生老母」的象徵。 2. 「老母燈」前會放置「大瓶水」，兩者合併則有「水火既濟」的意義。                                                                                      |
| 名人         | 1. 廖炭（？－1938） ，台灣佛教龍華會首任會長                                                                                        | 1. 黃南球（1840-1919），苗栗大墾戶 2. 蘇光顯、蘇主愛：日治時期的齋堂堂主                                                                                      | 1. 黃玉階（1850-1918），日治時期台北仕紳 2. 蔡旨禪（1900-1958），澎湖第一才女 3. 李應彬（1910－1995），水彩畫大師 4. 施邱氏桂（1879 - 1969），史明外媽                                                                   |

### 三大派儀式列表
| 派別       | 龍華派 | 金幢教                                                                            | 先天道 |
| ---------- | --- | --------------------------------------------------------------------------------- | --- |
| 日常儀式   | 每日早晚課 | 每日敬茶                                                                          | 每月朔望日、逢三日、逢九日 |
| 皈依儀式   | 引進師→ 過功場法會（七日）→ 領「普」字法號 | 三官廳內舉辦，可與佛誕法會一併舉行                                                | 早齋→全齋→領道（需引薦人） 考核時期長 |
| 消災法會   | 三至五日 |                                                                                   | |
| 神佛誕法會 | 1. 觀音佛祖（佛誕、得道、成道） 2. 彌勒、釋迦、地藏王佛誕 3. 三官大帝聖誕 | 1. 開宗三祖壽誕日（王佐塘、董應亮） 2. 三官大帝壽誕 3. 春節、端午、冬至等傳統節日 | 1. 觀音古佛（佛誕、得道、成道） 信眾需全程穿著白衫黑鞋                                                                                     |
| 普渡法會   | |                                                                                   | 農曆七月 |
| 特殊備註   | 特殊儀式 1. 「請空儀式」：將供品從先天桌挪移至後天桌。 2. 「炊供儀式」：象徵宇宙天地、天干地支、二十四節氣等萬物生成之意。 3. 「法船儀式」：由法師掌舵，代表帶領齋友航向極樂家鄉、脫離苦海。 |                                                                                   | 特殊供品 1. 「五齋」：金針、木耳、紫菜、冬粉、香菇（象徵五行和方位） 2. 「五果」：香蕉、李子、梨子、桔子、蘋果（有「心肝肺脾腎」五臟之喻） |

## 相關文獻
- 王見川著，《臺灣的齋教與鸞堂》，南天書局，1996年
- 張崑振著，《台灣的老齋堂》，遠足文化，2003年
- 林美容著，《台灣的齋堂與巖仔：佛教的視角》，台灣書局，2012年
- 徐壽編，《臺灣全臺寺廟齋堂名蹟寶鑑》
- 李添春編纂，《臺灣省通志稿卷二（人民志宗教篇）》，臺灣省文獻委員會，1956年。
- 王見川、李世偉，《臺灣的民間宗教與信仰》，臺北：博揚文化，2000年。
- 江燦騰、王見川主編，《臺灣齋教的歷史觀察與展望》，新文豐，1994年。
- 王見川，〈日治時期「齋教」聯合組織：臺灣佛教龍華會〉